# Fumie Suguri
Fumie Suguri (japonês: 村主 章枝, Hepburn: Suguri Fumie, Chiba, Chiba, 31 de Dezembro de 1980) é uma ex-patinadora artística japonesa.

## Vida pessoal
Em novembro de 2014, ela se assumiu bissexual.

## Programas
| Temporada | Programa curto | Patinação livre | Exibição |
| --------- | --- | --- | --- |
| 2010–2011 | - Adagio in G minor por Remo Giazotto, Tomaso Albinoni coreografia por Lori Nichol                                                     | - Song of Scheherazade por David Arkenstone - Bagoa's Dance (from Alexander) por Vangelis coreografia por Vakhtang Murvanidze          | |
| 2009–2010 | - Air on the G String - Toccata and Fugue por Johann Sebastian Bach coreografia por Vakhtang Murvanidze                                | - Spartacus por Aram Khachaturian coreografia por Vakhtang Murvanidze                                                                  | - Padam Padam por Édith Piaf coreografia por Nikolai Morozov |
| 2008–2009 | - Fanfan por Nicolas Jollere coreografia por Nikolai Morozov                                                                           | - Otonal por Raúl di Blasio coreografia por Nikolai Morozov                                                                            | - Ein Wiener Walzer por Adiemus coreografia por Alexander Zhulin |
| 2007–2008 | - Take Five por Dave Brubeck coreografia por Alexander Zhulin                                                                          | - Oblivion Tango (Calambre) por Ástor Piazzolla coreografia por Alexander Zhulin                                                       | - Cell Block Tango (from Chicago) por John Kander coreografia por Alexander Zhulin - Claire de Lune from Suite bergamasque por Claude Debussy coreografia por Alexander Zhulin                                                               |
| 2006–2007 | - Bolero por Maurice Ravel coreografia por Lori Nichol                                                                                 | - Song of the Spirit - Lacus Pereverantiae - Fantasia (original song) (from Adiemus) por Karl Jenkins coreografia por Alexander Zhulin | - Carmen por George Bizet coreografia por Noriko Sato - The Chronicles of Narnia por Harry Gregson-Williams, David Arnold coreografia por Alexander Zhulin - The Girl from Ipanema por Antonio Carlos Jobim coreografia por Alexander Zhulin |
| 2005–2006 | - Cancion Triste - Toca Orilla por Jesse Cook, Alejandra Nuñez coreografia por Lori Nichol                                             | - Piano Concerto No. 2 in C minor por Sergei Rachmaninoff coreografia por Lori Nichol                                                  | - Oblivion por Ástor Piazzolla coreografia por Lori Nichol - Séisouso (from Quidam) por Cirque du Soleil coreografia por Lori Nichol |
| 2004–2005 | - The Pink Panther por Henry Mancini coreografia por Lori Nichol                                                                       | - Tango Para Percusion por Lalo Schifrin - Carmen Fantasie por Franz Waxman - Carmen por Georges Bizet coreografia por Lori Nichol     | - Adagio por Lara Fabian coreografia por Noriko Sato - Séisouso (from Quidam) por Cirque du Soleil coreografia por Noriko Sato |
| 2003–2004 | - Sympathy for the Devil - Paint It, Black por The Rolling Stones performance por Angèle Dubeau & La Pietà coreografia por Lori Nichol | - Symphony No. 40 - Piano Concerto No. 23 in A major por Wolfgang Amadeus Mozart coreografia por Lori Nichol                           | - At the Shore por Susan Osborn coreografia por Lori Nichol |
| 2002–2003 | - Larghetto from Piano Concerto No. 2 por Frédéric Chopin coreografia por Lori Nichol                                                  | - Swan Lake - Russian Dance (from Swan Lake) por Pyotr Tchaikovsky coreografia por Lori Nichol                                         | - Sanctus (based on Pachelbel's Canon) por Libera coreografia por Lori Nichol |
| 2001–2002 | - Ellens Gesang III Ave Maria, song for voice and piano, D. 839 Op. 52/6 por Franz Schubert coreografia por Lori Nichol                | - Piano sonata No.14 in C sharp minor Moonlight Op.27/2 por Ludwig van Beethoven coreografia por Lori Nichol                           | - Don't Cry for Me, Argentina (from Evita) por Madonna coreografia por Lori Nichol |
| 2000–2001 | - Rustle of Spring, Op. 32 No. 3 por Christian Sinding coreografia por Lori Nichol                                                     | - Júpiter, the Bringer of Jollity (from The Planets) por Gustav Holst coreografia por Lori Nichol                                      | - Ave Maria por Vladimir Vavilov performance por Charlotte Church coreografia por Lori Nichol |
| 1999–2000 | - Blue Londo A La Turk por Dave Brubeck                                                                                                | - Flute Concerto - The Fog is Lifting por Carl Nielsen                                                                                 | - Do You Know Where You're Going To (Theme from Mahogany) por Mariah Carey - The Storm performance por Vanessa-Mae - Ave Maria compsoto por Vladimir Vavilov performance por Charlotte Church                                                |
| 1998–1999 | - De profundis - Wanderer Fantasy por Franz Liszt                                                                                      | - Here The Deities Approve por Henry Purcell - Toccata and Fugue - Air on the G String - Cello Suites por Johann Sebastian Bach        | - Frozen por Madonna |
| 1997–1998 | - Restoration por James Newton Howard                                                                                                  | - The Seasons por Alexander Glazunov                                                                                                   | |
| 1996–1997 | - Warm Air - Toccata and Fugue performance por Vanessa-Mae                                                                             | - Violin concerto - Liebesleid - La Sylphide por Pyotr Tchaikovsky, Fritz Kreisler, Herman Severin Løvenskiold                         | |
| 1995–1996 | | - West Side Story por Leonard Bernstein                                                                                                | |

## Principais resultados
| Resultados                                                                             | Resultados    | Resultados    | Resultados    | Resultados        | Resultados       | Resultados       | Resultados        | Resultados        | Resultados        | Resultados        | Resultados        | Resultados        | Resultados        | Resultados       | Resultados       | Resultados    | Resultados        | Resultados    | Resultados    | Resultados    | Resultados    | Resultados    |
| Internacional                                                                          | Internacional | Internacional | Internacional | Internacional     | Internacional    | Internacional    | Internacional     | Internacional     | Internacional     | Internacional     | Internacional     | Internacional     | Internacional     | Internacional    | Internacional    | Internacional | Internacional     | Internacional | Internacional | Internacional | Internacional | Internacional |
| Evento/Temporada                                                                       | 1992– 1993    | 1993– 1994    | 1994– 1995    | 1995– 1996        | 1996– 1997       | 1997– 1998       | 1998– 1999        | 1999– 2000        | 2000– 2001        | 2001– 2002        | 2002– 2003        | 2003– 2004        | 2004– 2005        | 2005– 2006       | 2006– 2007       | 2007– 2008    | 2008– 2009        | 2009– 2010    | 2010– 2011    | 2011– 2012    | 2012– 2013    | 2013– 2014    |
| -------------------------------------------------------------------------------------- | ------------- | ------------- | ------------- | ----------------- | ---------------- | ---------------- | ----------------- | ----------------- | ----------------- | ----------------- | ----------------- | ----------------- | ----------------- | ---------------- | ---------------- | ------------- | ----------------- | ------------- | ------------- | ------------- | ------------- | ------------- |
| Jogos Olímpicos                                                                        |               |               |               |                   |                  |                  |                   |                   |                   | 5.ª               |                   |                   |                   | 4.ª              |                  |               |                   |               |               |               |               |               |
| Campeonato Mundial                                                                     |               |               |               |                   | 18.ª             |                  | 20.ª              |                   | 7.ª               | Medalha de bronze | Medalha de bronze | 7.ª               | 5.ª               | Medalha de prata |                  |               | 8.ª               |               |               |               |               |               |
| Campeonato dos Quatro Continentes                                                      |               |               |               |                   |                  |                  | 5.ª               | 4.ª               | Medalha de ouro   |                   | Medalha de ouro   |                   | Medalha de ouro   |                  | WD               | 10.ª          | 6.ª               |               |               |               |               |               |
| GP Grand Prix Final                                                                    |               |               |               |                   |                  |                  | 5.ª               |                   |                   |                   | 6.ª               | Medalha de ouro   |                   |                  | 4.ª              |               |                   |               |               |               |               |               |
| GP Bofrost Cup on Ice                                                                  |               |               |               |                   |                  |                  |                   |                   |                   |                   | Medalha de prata  |                   |                   |                  |                  |               |                   |               |               |               |               |               |
| GP Cup of China                                                                        |               |               |               |                   |                  |                  |                   |                   |                   |                   |                   | Medalha de bronze |                   |                  |                  | 4.ª           |                   | 7.ª           |               |               |               |               |
| GP Cup of Russia                                                                       |               |               |               |                   | 7.ª              |                  |                   |                   |                   |                   |                   |                   |                   |                  |                  | 5.ª           | Medalha de bronze |               |               |               |               |               |
| GP NHK Trophy                                                                          |               |               |               |                   | 6.ª              | 5.ª              | Medalha de bronze | 8.ª               | 5.ª               | 7.ª               | 4.ª               | Medalha de ouro   |                   | Medalha de prata | Medalha de prata |               |                   |               |               |               |               |               |
| GP Skate America                                                                       |               |               |               |                   |                  |                  |                   |                   |                   |                   |                   |                   |                   |                  |                  |               |                   | 4.ª           |               |               |               |               |
| GP Skate Canada International                                                          |               |               |               |                   |                  |                  | Medalha de prata  |                   | Medalha de bronze | 4.ª               | Medalha de prata  |                   | 4.ª               | 8.ª              | Medalha de prata |               | Medalha de prata  |               | 9.ª           |               |               |               |
| GP Trophée Éric Bompard                                                                |               |               |               |                   |                  |                  |                   | 7.ª               |                   |                   |                   |                   | 4.ª               |                  |                  |               |                   |               | 8.ª           |               |               |               |
| Finlandia Trophy                                                                       |               |               |               |                   |                  |                  |                   |                   |                   |                   |                   |                   |                   |                  |                  |               |                   | 7.ª           |               |               |               |               |
| Jogos Asiáticos                                                                        |               |               |               | Medalha de bronze |                  |                  | Medalha de bronze |                   |                   |                   | Medalha de prata  |                   |                   |                  | Medalha de prata |               |                   |               |               |               |               |               |
| Jogos da Boa Vontade                                                                   |               |               |               |                   |                  |                  |                   |                   |                   | Medalha de bronze |                   |                   |                   |                  |                  |               |                   |               |               |               |               |               |
| Nebelhorn Trophy                                                                       |               |               |               |                   | 4.ª              |                  |                   |                   |                   |                   |                   |                   |                   |                  |                  |               |                   |               |               |               |               |               |
| Internacional – Júnior                                                                 |               |               |               |                   |                  |                  |                   |                   |                   |                   |                   |                   |                   |                  |                  |               |                   |               |               |               |               |               |
| Campeonato Mundial Júnior                                                              |               |               |               | 4.ª               | 4.ª              |                  |                   |                   |                   |                   |                   |                   |                   |                  |                  |               |                   |               |               |               |               |               |
| Blue Swords                                                                            |               |               |               | Medalha de bronze |                  |                  |                   |                   |                   |                   |                   |                   |                   |                  |                  |               |                   |               |               |               |               |               |
| Gardena Spring Trophy                                                                  |               | 7.ª           |               |                   |                  |                  |                   |                   |                   |                   |                   |                   |                   |                  |                  |               |                   |               |               |               |               |               |
| Nacional                                                                               |               |               |               |                   |                  |                  |                   |                   |                   |                   |                   |                   |                   |                  |                  |               |                   |               |               |               |               |               |
| Campeonato Japonês                                                                     |               |               |               | 4.ª               | Medalha de ouro  | Medalha de prata | Medalha de prata  | Medalha de bronze | Medalha de ouro   | Medalha de ouro   | Medalha de ouro   | Medalha de prata  | Medalha de bronze | Medalha de ouro  | 4.ª              | 4.ª           | Medalha de prata  | 7.ª           | 7.ª           |               |               |               |
| Campeonato Japonês – Júnior                                                            | 10.ª          | 9.ª           | 10.ª          | Medalha de prata  | Medalha de prata |                  |                   |                   |                   |                   |                   |                   |                   |                  |                  |               |                   |               |               |               |               |               |
| Seccional Leste                                                                        |               |               |               |                   |                  |                  |                   |                   |                   |                   |                   |                   |                   |                  |                  |               |                   |               |               | 12.ª          | 11.ª          | 11.ª          |
|                                                                                        |               |               |               |                   |                  |                  |                   |                   |                   |                   |                   |                   |                   |                  |                  |               |                   |               |               |               |               |               |
| Legenda: GP = Grand Prix; WD = Abandonou; Competição não foi disputada nesta temporada |               |               |               |                   |                  |                  |                   |                   |                   |                   |                   |                   |                   |                  |                  |               |                   |               |               |               |               |               |